# Pinocytos
Pinocytos (bokstavligen: cell-drickare) är ett specialfall av endocytos, dvs. transport av substanser in i cellen, och är cellens förmåga att via sina vesikler snabbt kunna tillföra cellens insida vatten i mängder som normalt inte kan passera genom cellmembranet.